# 辛巴 (電影)
《辛巴》（英語：Simmba）是一部2018年印度印地語動作片，由羅希特·謝蒂執導，信實娛樂、達摩製片公司和羅希特·謝蒂影業製作。本片為警察宇宙的第三部電影，翻拍自2015年泰盧固語電影《任性》，講述了桑格蘭·「辛巴」·巴拉洛（Sangram "Simmba" Bhalerao）的故事；腐敗警察辛巴原本為所欲為，以收賄為樂，但當悲劇降臨在朋友身上時，他被迫走上正義之道。電影由蘭威爾·辛格、索奴·蘇德及莎拉·阿里·罕主演，阿賈耶·德烏干客串演出巴吉勞·辛漢（Bajirao Singham）。
本片2018年6月開始主要拍攝，大多在果阿邦和戈爾哈布爾拍攝；其餘部分拍攝於海得拉巴及孟買的梅赫布製片室。拍攝工作於同年12月初宣告殺青。電影配樂的作曲由阿馬爾·莫希勒、S·塔曼和錢丹·薩克塞納（Chandan Saxena）譜寫，塔尼什克·巴吉、利喬·喬治—DJ·切塔斯（Lijo George-Dj Chetas）與塔曼則負責歌曲創作。
《辛巴》2018年12月27日先在阿联酋上映，隔日在印度和其他國際市場上映；雖然影評人口碑褒貶不一，但全球票房約40億盧比，成為辛格截至2018年票房最高的主演電影。隨後，電影獲得澳大利亞的澳洲電信人民票選獎。

## 劇情
桑格蘭·「辛巴」·巴拉洛是來自什夫格德（果阿邦和馬哈拉施特拉邦邊境附近的小村莊）的孤兒，在觀察到當地警察如何透過賄賂賺錢後，發誓自己將來也要成為警察。成年後，辛巴順利成為腐敗警察，樂於利用職務之便來收賄。
辛巴很快就被內政部長維納亞克·杜塔調職到果阿邦的米拉馬爾警察局，並對當地的餐飲公司人員莎甘·薩特一見鍾情。正直警察尼蒂亞南德·莫希勒警長是辛巴的下屬，難以苟同身為辛巴的腐敗行徑。辛巴為了證明自己在米拉馬爾的價值，打斷了頗具影響力的黑幫成員杜瓦·亞什萬特·拉納德舉辦的酒吧聚會，並當著杜瓦弟弟高拉夫·「吉里」·拉納德和薩達希夫·「薩達」·拉納德的面，向杜瓦要求更多的錢，同時承諾將讓他們繼續進行非法活動。
辛巴受杜瓦的要求，威脅老人瓦曼·拉奧交出土地。與此同時，辛巴與當地幾名女性打好關係，包括醫院實習生阿珂露蒂·戴夫，她讓辛巴回憶起自己的導師；阿珂露蒂對薩達和吉里提出投訴，指控他們在酒吧交易非法毒品並利用兒童運毒，但辛巴被杜瓦安撫後最初忽略了這點，同時，莎甘與辛巴相戀。
阿珂露蒂與名為喬圖的啞巴學生用手機錄下酒吧的販毒活動，但自己遭薩達和吉里捉住，喬圖帶著手機逃跑，找上阿珂露蒂的朋友凱維亞；凱維亞則找上警察局求助。阿珂露蒂最後遭薩達和吉里先姦後重傷，最後在醫院死於辛巴面前，令他悲痛欲絕。警方找回了阿珂露蒂的手機並觀看了當中的影片，杜瓦派打手從辛巴那拿回手機，但在場的辛巴終於清醒、改過自新，獨自制伏了暴徒們。辛巴終於穿上了警察制服，看到他的這一變化，莫希勒向他致敬，之後一起逮捕了薩達和吉里。他向瓦曼·拉奧道歉，並歸還了土地。
在法庭上，阿珂露蒂的影片意外遭人刪除，喬圖也與被收買的父親離開城鎮，導致辛巴的指控缺乏證據。杜瓦的朋友兼市政官大衛·卡梅倫在法庭上作了虛假陳述，辛巴在下次開庭之前，毆打了他，導致自己被停職。辛巴決定在停職前殺死薩達和吉里，並計劃將其偽裝成一場遭遇戰；他開槍射殺了薩達和吉里，並表現得好像是出於自衛而殺死了他們。出於質疑，法官和杜塔成立了特別調查組（SIT）委員會，對辛巴展開調查。杜塔任命了一名中立警官，來處理阿珂露蒂的案件以及辛巴的爭議自衛。
憤怒的杜瓦和暴徒抓住了辛巴，並計劃將他的死偽裝成交通意外。突然，巴吉勞·辛漢副處長趕來營救他，兩人合力制伏了杜瓦及暴徒們。辛漢告訴辛巴，自己是國家委員會任命的處理此案件的中立警官，並向法庭提交報告稱：辛巴出於自衛殺死了薩達和吉里。杜瓦的母親巴蒂及妻子瓦爾莎被辛巴找來，在法庭上聲稱是薩達和吉里襲擊了阿珂露蒂，兄弟們從事販毒活動以及其他幾項非法活動。杜瓦被法院判處七年有期徒刑。辛漢向辛巴透露，為了能灌輸恐懼給那些不尊重婦女的男人，自己仍幫助了有腐敗前科的他；辛巴對此予以感謝。
在片尾，辛漢致電給維爾·蘇亞萬西副處長，祝賀對方就任反恐小組（ATS）的新負責人，並暗示彼此即將見面。

## 演員
- 蘭威爾·辛格飾演桑格蘭·「辛巴」·巴拉洛督察（Inspector Sangram "Simmba" Bhalerao）
- 索奴·蘇德（英语：Sonu Sood）飾演杜瓦·亞什萬特·拉納德（Durva Yashwant Ranade）
- 莎拉·阿里·罕飾演莎甘·薩特（Shagun Sathe）
- 阿舒托史·拉納（英语：Ashutosh Rana）飾演尼蒂亞南德·莫希勒警長（Head-Constable Nityanand Mohile）
- 賽達斯·賈達夫（英语：Siddharth Jadhav）飾演桑托什·塔瓦德副督察（Sub-Inspector Santosh Tawade）
- 維代希·帕舒拉米（英语：Vaidehi Parshurami）飾演阿珂露蒂·戴夫（Aakruti Dave）
- 烏卡·古普塔（英语：Ulka Gupta）飾演南迪尼·莫希勒（Nandini Mohile）
- 蘇奇特拉·班德卡（英语：Suchitra Bandekar）飾演莫希勒夫人（Mrs. Mohile）
- 阿什維尼·卡爾塞卡（英语：Ashwini Kalsekar）飾演斯米塔·帕魯卡法官（Judge Smita Parulkar）
- 妮哈·馬哈揚（英语：Neha Mahajan）飾演凱維亞·薩爾岡卡爾（Kavya Salgaonkar）
- 沙拉巴·戈卡萊（Saurabh Gokhale）飾演高拉夫·「吉里」·拉納德（Gaurav “Giri” Ranade）
- 阿姆里特·帕爾·辛格（Amrit Pal Singh）飾演薩達希夫·「薩達」·拉納德（Sadashiv “Sada” Ranade）
- 維賈伊·帕卡爾（英语：Vijay Patkar）飾演阿洛克·博卡爾中士（Havaldar Alok Borkar）
- 艾索克·薩馬特（Ashok Samarth）飾演辯護律師喬希（Advocate Joshi）
- 尤代·蒂克卡（英语：Uday Tikekar）飾演維納亞克·杜塔（Vinayak Dutta）
- 阿賈耶·德烏干飾演巴吉勞·辛漢副處長（DCP Bajirao Singham，長版客串）
- 阿克夏·庫馬飾演維爾·蘇亞萬西副處長（DCP Veer Sooryavanshi，特別演出）

此外，圖司哈·卡浦爾、庫納爾·赫姆、斯雷亞斯·塔帕德、艾爾沙德·瓦爾斯和卡倫·喬哈爾特別演出歌曲〈眨眼〉（Aankh Marey）。〈眨眼〉出自於瓦爾斯的電影《你我的夢想》（1996年）。

## 外部連結
- 互联网电影数据库（IMDb）上《辛巴》的资料（英文）
- 爛番茄上《辛巴》的資料（英文）